# Nicola Pérez
Alison Nicola Pérez Barone, noto semplicemente come Nicola Pérez (Isidoro Noblía, 5 febbraio 1990), è un calciatore uruguaiano, portiere del Ñublense.